# Eragrostis parviflora
Eragrostis parviflora là một loài thực vật có hoa trong họ Hòa thảo. Loài này được (R.Br.) Trin. mô tả khoa học đầu tiên năm 1831.